# Stadtbergen
Stadtbergen település Németországban, azon belül Bajorországban. Lakosainak száma 15 614 fő (2023. december 31.). Stadtbergen Neusäß, Augsburg és Diedorf községekkel határos.

## Népesség
A település népessége az elmúlt években az alábbi módon változott:
| Lakosok száma | 540  | 4047 | 6592 | 11 713 | 14 419 | 14 621 | 14 848 | 14 965 | 15 307 | 15 614 |
|               | 1875 | 1950 | 1975 | 1987   | 2012   | 2014   | 2016   | 2017   | 2021   | 2023   |